# Jean-Baptiste de Machault d'Arnouville
Jean-Baptiste de Machault d'Arnouville, född 13 december 1701 i Paris, död där 12 juli 1794, var en fransk greve och politiker.
Machault d'Arnouville blev efter att ha varit verksam inom Parisparlamentet och centralförvaltningen 1745 finansminister, controleur général des finances. Som sådan uppträdde han med stor energi och gjorde allvarliga försök att råda bot på de franska finansernas alltmera katastrofala läge. År 1749 fick han Ludvig XV med på ett edikt, som påbjöd, att den gamla dixième-skatten skulle ersättas med vingtième ("tjugondepenning") på alla inkomster, även adelns. Den likhet i skattehänseende, som härmed skulle ha vunnits, uppkallade de privilegierade klasserna till häftigt motstånd, och Machault fick avgå, övergick till justitie- och senare även marinministeriet och fick avsked 1757. Under franska revolutionen arresterades han och avled i fängelset.